# Alexander Graham (nadador)
Alexander Graham (Brisbane, 28 de abril de 1995) es un deportista australiano que compite en natación, especialista en el estilo libre.
Participó en los Juegos Olímpicos de Tokio 2020, obteniendo dos medallas de bronce, en las pruebas de 4 × 100 m libre y 4 × 200 m libre.
Ganó tres medallas en el Campeonato Mundial de Natación, en los años 2019 y 2023, una medalla de bronce en el Campeonato Mundial de Natación en Piscina Corta de 2018 y dos medallas de plata en el Campeonato Pan-Pacífico de Natación de 2018.

## Palmarés internacional
| Juegos Olímpicos                    | Juegos Olímpicos        | Juegos Olímpicos  | Juegos Olímpicos |
| Año                                 | Lugar                   | Medalla           | Prueba           |
| ----------------------------------- | ----------------------- | ----------------- | ---------------- |
| 2020                                | Tokio (Japón)           | Medalla de bronce | 4 × 100 m libre  |
| 2020                                | Tokio (Japón)           | Medalla de bronce | 4 × 200 m libre  |
| Campeonato Mundial                  |                         |                   |                  |
| Año                                 | Lugar                   | Medalla           | Prueba           |
| 2019                                | Gwangju (Corea del Sur) | Medalla de oro    | 4 × 200 m libre  |
| 2019                                | Gwangju (Corea del Sur) | Medalla de bronce | 4 × 100 m libre  |
| 2023                                | Fukuoka (Japón)         | Medalla de bronce | 4 × 200 m libre  |
| Campeonato Mundial en Piscina Corta |                         |                   |                  |
| Año                                 | Lugar                   | Medalla           | Prueba           |
| 2018                                | Hangzhou (China)        | Medalla de bronce | 200 m libre      |
| Campeonato Pan-Pacífico             |                         |                   |                  |
| Año                                 | Lugar                   | Medalla           | Prueba           |
| 2018                                | Tokio (Japón)           | Medalla de plata  | 4 × 100 m libre  |
| 2018                                | Tokio (Japón)           | Medalla de plata  | 4 × 200 m libre  |